# Leesburg (Florida)
Leesburg è un comune degli Stati Uniti d'America, nella contea di Lake nello Stato della Florida. Fondato nel 1857 ha una popolazione di 19 835 abitanti (2006).
Il territorio della città ha un'ampiezza di 63,3 km² (il 23,65% di questa superficie è occupato da acque interne).